# Mont Rigi
Pour les articles homonymes, voir Rigi (homonymie).
Le Mont Rigi est un lieu-dit situé sur le territoire de l'entité de Robertville de la commune belge de Waimes dans les Hautes Fagnes au carrefour des routes N 676 et N 68.

## Situation
Le Mont Rigi se situe sur la route nationale 68 qui relie Eupen à Malmedy, à mi-chemin entre la Baraque Michel et le signal de Botrange, à l'embranchement de la route nationale 676 vers Robertville, sur le plateau des Hautes Fagnes. À proximité immédiate se trouvent un café-restaurant (fermé pour rénovation fin 2017), la station scientifique des Hautes-Fagnes créée par l’université de Liège, avec sa station de mesures automatiques, ainsi qu'une antenne forestière dépendant du Département de la nature et forêts du Service public de Wallonie.
Le lieu-dit fut baptisé « Mont Rigi » à l'initiative de Nemery, bourgmestre de Waimes, qui avait attribué à certains endroits de sa commune le nom de lieux célèbres, ainsi, le Rigi qui est le nom d’une montagne suisse. Il est parfois prononcé Riji alors qu'en Suisse on prononce Righi.

## Histoire

### Hôtel du Mont-Rigi

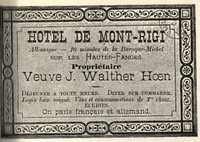
Publicité hôtel de Mont-Rigi -Veuve Hoen (entre 1880 et 1909)

Après la construction de la route nationale 68 reliant Eupen à Malmedy, achevée en 1856, Jacques Walther Hoen, originaire de Baelen et exploitant d'un cabaret à Membach fait construire vers 1861 à l’embranchement de la route qui conduit à Robertville une auberge, Chez Hoen. Après la mort de son mari en 1880, Joséphine Pevée poursuit l'exploitation de l'établissement jusqu'à sa mort en 1909.
Le fils du fondateur commença à la fin du XIXe siècle à relever des données météorologiques comme les températures, les précipitations, la pression barométrique et la direction du vent. Sur la base de ces données et de celles collectées par les stations météorologiques de Clèves, Arnsberg et Münster, on créa des bulletins météo qui furent affichés dans tous les bureaux de poste et bâtiments publics de Rhénanie. Au cours de la Seconde Guerre mondiale, l’exploitant du Mont Rigi fut en outre le premier à introduire le ski dans les Hautes Fagnes.[réf. nécessaire]
Reconstruit en 1954, l'hôtel devient la propriété de Gaston Duez, père du pilote automobile Marc Duez, qui le cède, dans les années 1980 à la famille Al Thani, famille souveraine du Qatar, qui investit dans la région de Malmedy depuis plusieurs décennies,. Le restaurant tenu par un nouvel exploitant depuis 1999 est contraint par le propriétaire à fermer fin 2017, et des travaux de rénovation du bâtiment débutent durant l'été 2018 pour y aménager un nouvel hôtel de douze chambres,.

L'hôtel du Mont Rigi
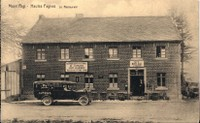
Vers 1900
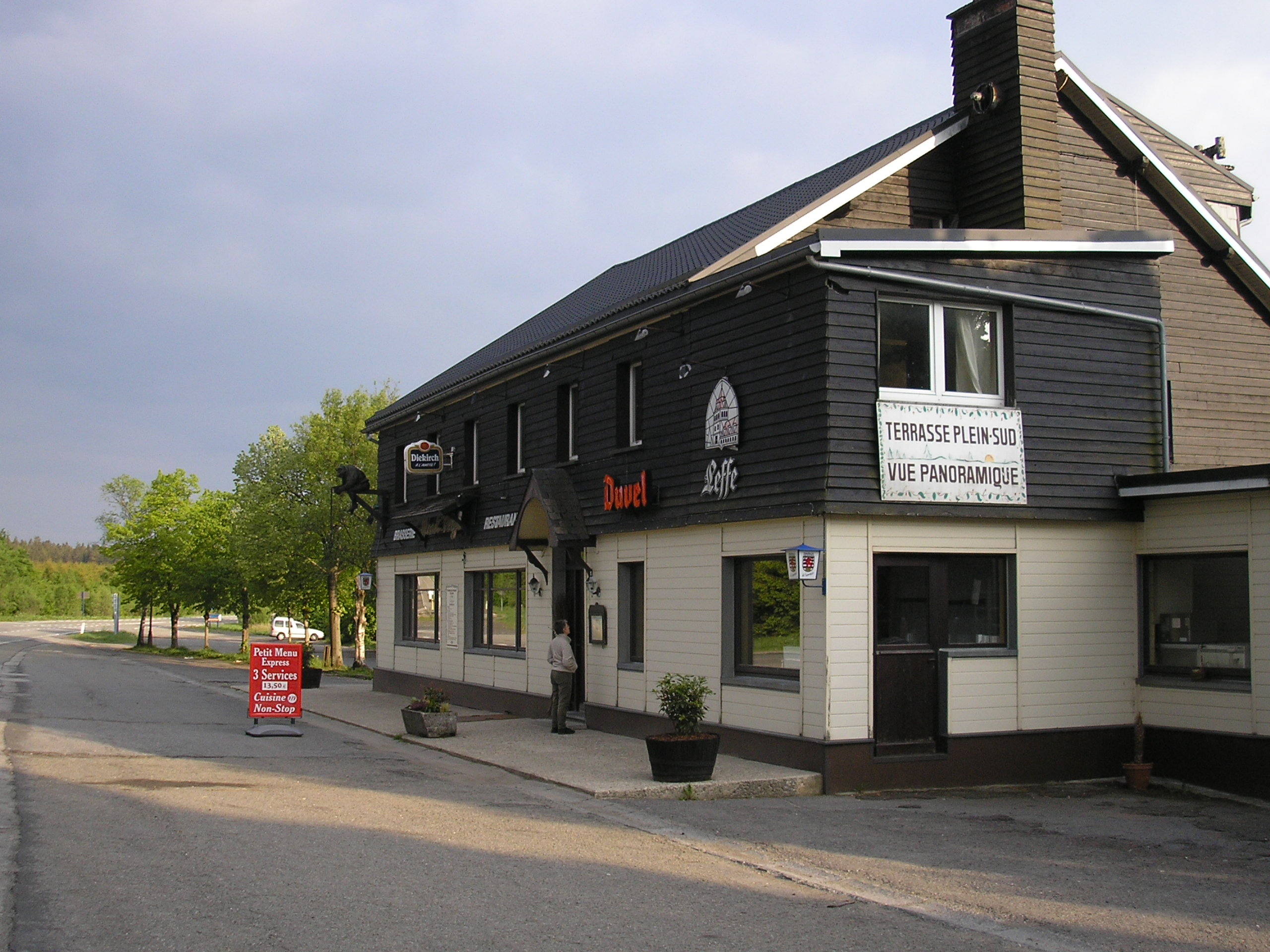
En 2008
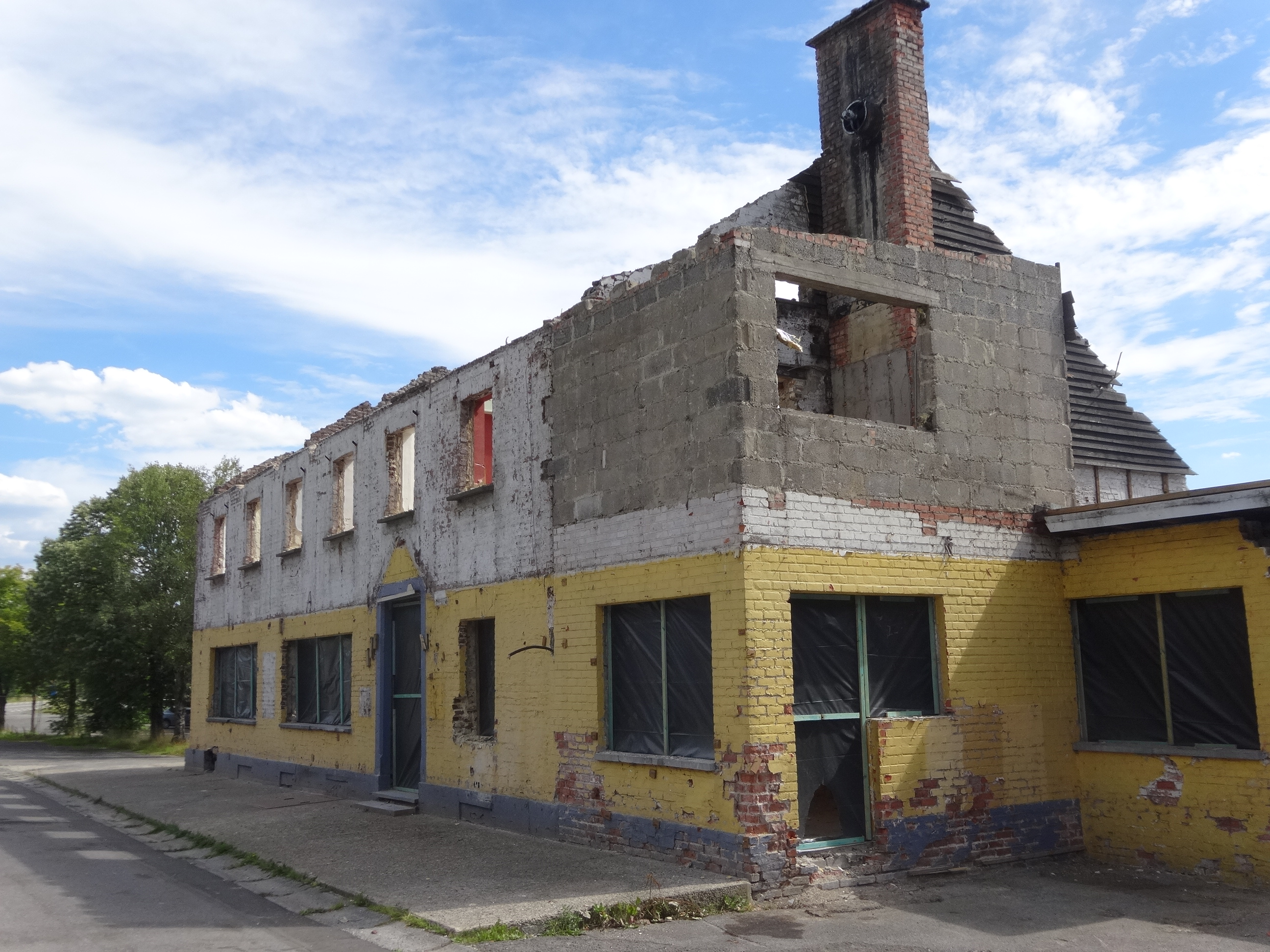
En juillet 2018

### Station scientifique des hautes-Fagnes
En 1924, l'université de Liège installe au Mont Rigi une première station de terrain. La station, détruite lors de la bataille des Ardennes et reconstruite en bois en 1947, est remplacée en 1975 par un nouveau complexe de bâtiments en moëllons d'arkose.

### Bataille des Ardennes
Dans la nuit du 16 au 17 décembre 1944, au déclenchement de la bataille des Ardennes, un millier de parachutistes allemands sont largués sur le Mont Rigi. Le but de l'opération Stösser est de prendre possession de ce carrefour stratégique, sur le flanc nord de l'offensive. Les troupes allemandes n'y parviendront pas, harcelant cependant régulièrement les troupes américaines en place dans les semaines suivantes,.

## Tourisme
Le Mont Rigi est un nœud touristique et un point de départ pour des promenades dans les Hautes Fagnes. De là partent nombre de circuits pédestres construits sur les pistes en caillebotis et les chemins que l’on trouve des deux côtés de la route nationale, comme le sentier la Polleur, en partie le long de la Hoëgne. À la fin du XXe siècle, en hiver, lorsque les chutes de neige sont suffisantes, le Mont Rigi se mue en une station de ski de fond. L'accès en transports publics est assuré par les lignes de bus 390 et 395 du réseau TEC Liège-Verviers.